# Crytea pumilio
Crytea pumilio là một loài tò vò trong họ Ichneumonidae.